# Drużynowe Mistrzostwa Polski Karpiarzy (2002)
IV Drużynowe Mistrzostwa Polski Karpiarzy – mistrzostwa Polski w wędkarstwie karpiowym, które odbyły się w dniach 29 maja - 2 czerwca 2002 w Reńskiej Wsi, na zbiorniku Dębowa.
W zawodach wystartowały 43 dwuosobowe drużyny. Ogółem złowiono 114 ryb o wadze około 630 kg. Prawie wszystkie karpie zostały złowione metodą włosową na kulki proteinowe i kukurydzę.
Wyniki:
- 1. miejsce: Jan Zawada, Adam Dziubdziela (100,855 kg, 14 ryb),
- 2. miejsce: Krzysztof Lamla, Jerzy Staszak (87,315 kg, 13 ryb),
- 3. miejsce: Paweł Kostyra, Marek Pałdyma (43,135 kg, 6 ryb),
- 4. miejsce: Mirosław Gawronek, Sebastian Olczyk (39,945 kg, 7 ryb),
- 5. miejsce: Jan Loranc, Anna Loranc (37,595 kg, 7 ryb),
- 6. miejsce: Bogdan Kwiatkowski, Jarosław Nowosad (35,045 kg, 7 ryb)[1].